# Myrmecaelurus paghmanus
Myrmecaelurus paghmanus is een insect uit de familie van de mierenleeuwen (Myrmeleontidae), die tot de orde netvleugeligen (Neuroptera) behoort. 
Myrmecaelurus paghmanus is voor het eerst wetenschappelijk beschreven door Hölzel in 1969.